# اچ‌ام‌اس اوکلوت (اس۱۷)
اچ‌ام‌اس اوکلوت (اس۱۷) (به انگلیسی: HMS Ocelot (S17)) یک زیردریایی بود. این زیردریایی در سال ۱۹۶۲ ساخته شد.